# Портвейн 777

Портвейн 777 производства Евпаторийского винного завода

Портвейн 777 — известная марка ординарного (невыдержанного, и вследствие этого относительно недорогого) креплёного вина. Выпускался в СССР, а в настоящее время — в странах бывшего СССР. В народе именуется «Три семёрки», «Топорики», «Три топора», «Очко» (в одноименной игре в карты сумма трёх семерок равна 21, это число и называют очко). Несмотря на название, не является портвейном.

## Свойства
Крепость вина 17—19 %, сахара — от 5 до 10 % по объёму. Чаще всего портвейн 777 — белый, однако бывает и красный, и розовый портвейн.
Во времена застоя и перестройки был типичным представителем бормотухи, был популярен по причине как своей крепости, так и дешевизны.
В настоящее время под этой маркой выпускают дешёвые креплёные вина. Чаще всего их изготавливают из дешёвых виноматериалов с последующей «портвейнизацией», заключающейся в нагреве получившегося суррогата до определённой температуры (обычно +65—70 °C) при условиях интенсивного контактирования виноматериалов с кислородом, при этом происходят окислительно-восстановительные процессы, реакции меланоидинообразования, этерификации, дегидратации, дезаминирования, декарбоксилирования и другие химические реакции.
В настоящее время напиток, продающийся под этим названием, производится из плодово-ягодного сырья и классифицируется ЕГАИС как «винный напиток, произведённый без добавления этилового спирта», тогда как, например, вермут Мартини — «винный напиток, произведённый с добавлением этилового спирта».